# Labi Hovuz

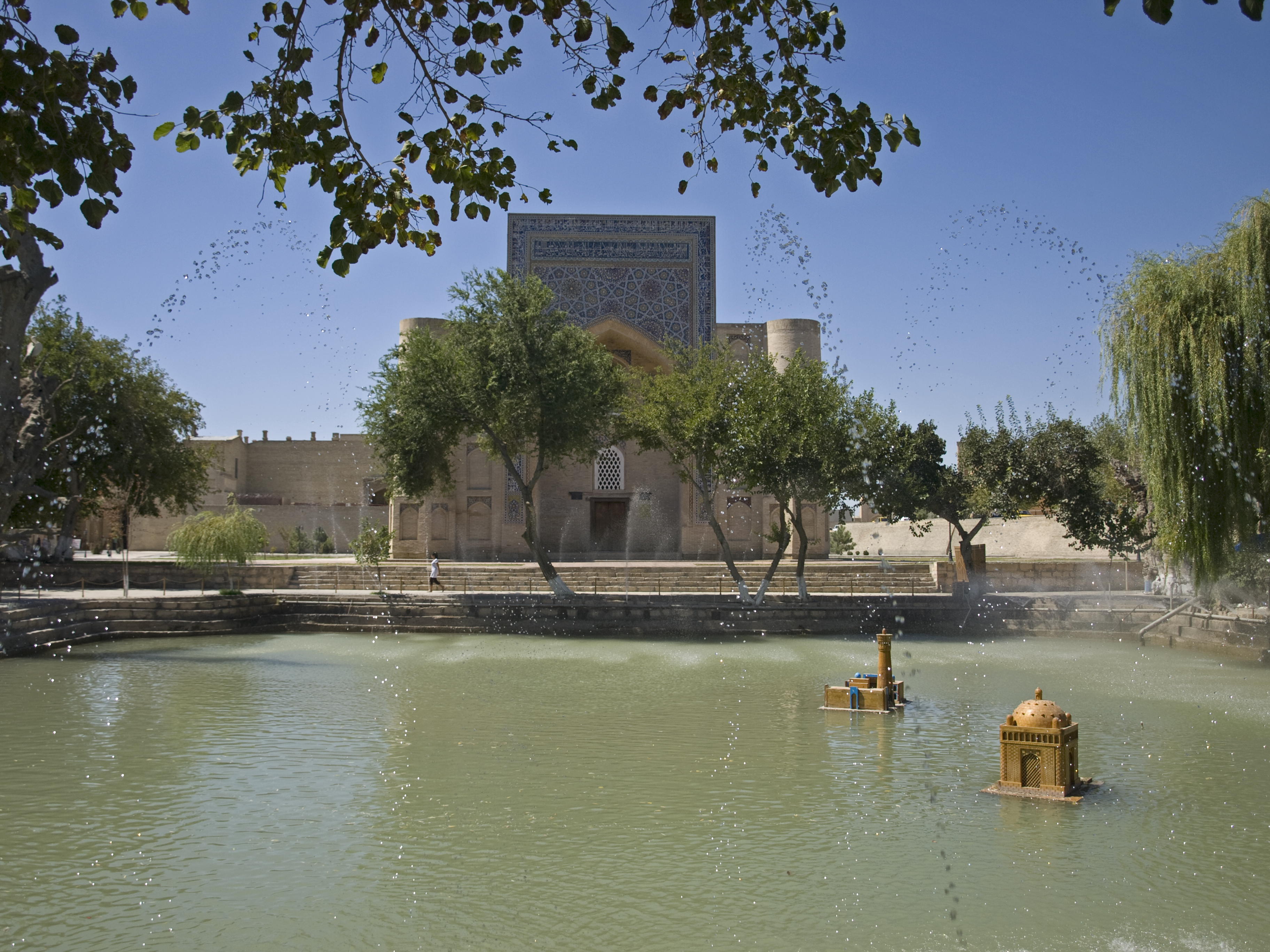
Labi Hovuz: Bassin und Nodir-Devonbegi-Khanaqa

Das Labi Hovuz (Lage) ist ein Gebäudeensemble in der usbekischen Stadt Buchara. Der Name leitet sich von persisch لب حوض („am Teich, am Becken“) ab und bezieht sich auf den zentralen künstlichen Teich Houz (usbekisch hovuz), um den herum die Bauwerke angeordnet sind.

## Lage
Das Gebäudeensemble liegt im historischen Zentrum von Buchara etwa 500 Meter südöstlich des Poi Kalon. Etwa 100 bis 200 Meter westlich des Labi Hovuz liegen die beiden „Untergrund“-Moscheen Magʻoki-Attori und Magʻoki-Kurpa und der Kuppelbasar Toqi Telpak Furushon, etwa 500 Meter nordöstlich des Ensembles liegt das Torhaus Tschor Minor. Südlich des Ensembles verläuft der Kanal Schahrud, der die Stadt mit Wasser aus dem Serafschan versorgt und Zu- und Abfluss für das Bassin ist.

## Geschichte
Ursprünglich gab es in Buchara viele Teiche, die als Wasserreservoir für die Bevölkerung dienten. Da sich von diesen Teichen aber auch Krankheiten ausbreiteten, wurden die meisten in den 1920er und 1930er Jahren trockengelegt. Das Wasserbecken von Labi Hovuz war eines der größten in Buxoro und wurde 1620 von Nodir Devonbegi, dem Onkel und Großwesir von Imam Quli Khan angelegt. Zweimal monatlich wurde es über einen Kanal mit aus dem Fluss Serafschan abgeleitetem Wasser aufgefüllt.

## Beschreibung

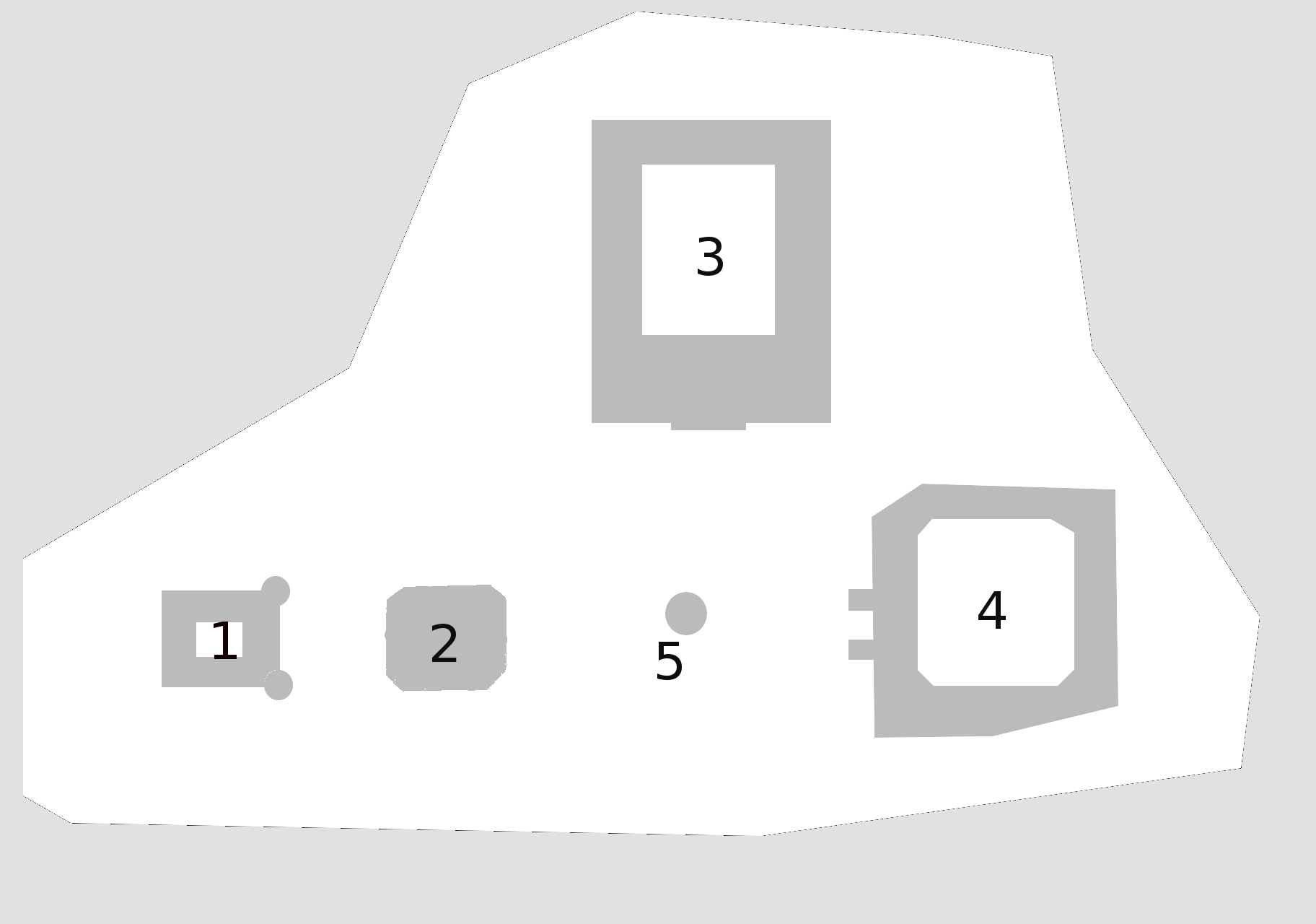
Lageplan von Labi Hovuz:
Nodir-Devonbegi-Khanaqa (1), Bassin (2), Kokaldosh-Madrasa (3), Nodir-Devonbegi-Madrasa (4), Park (5)

Das Bassin (Lage) ist etwa 42 Meter lang, 36 Meter breit und 5 Meter tief. Der gemauerte Beckenrand hat abgeschrägte Ecken. Er ist mit massiven Sandsteinblöcken ausgekleidet, die in Stufen zu der Wasseroberfläche hinabführen.
Die Fläche westlich des Bassins ist als Park (Lage) gestaltet, in dem jahrhundertealte Maulbeerbäume an heißen Tagen kühlenden Schatten spenden. In der Südostecke des Parks steht ein Standbild (Lage), das Nasreddin auf einem Esel reitend darstellt.
Um diesen Komplex aus Wasserbecken und Park herum sind drei Bauwerke angeordnet und auf diesen ausgerichtet. Im Westen liegt die 1620 errichtete Nodir-Devonbegi-Chanaqa (Lage) und im Osten die 1623 errichtete Nodir-Devonbegi-Madrasa (Lage), die beide nach dem Gründer des Ensembles benannt sind. Im Norden jenseits der Straße liegt die bereits 1569 vor der Anlage des Ensembles errichtete Koʻkaldosh-Madrasa (Buxoro) (Lage).

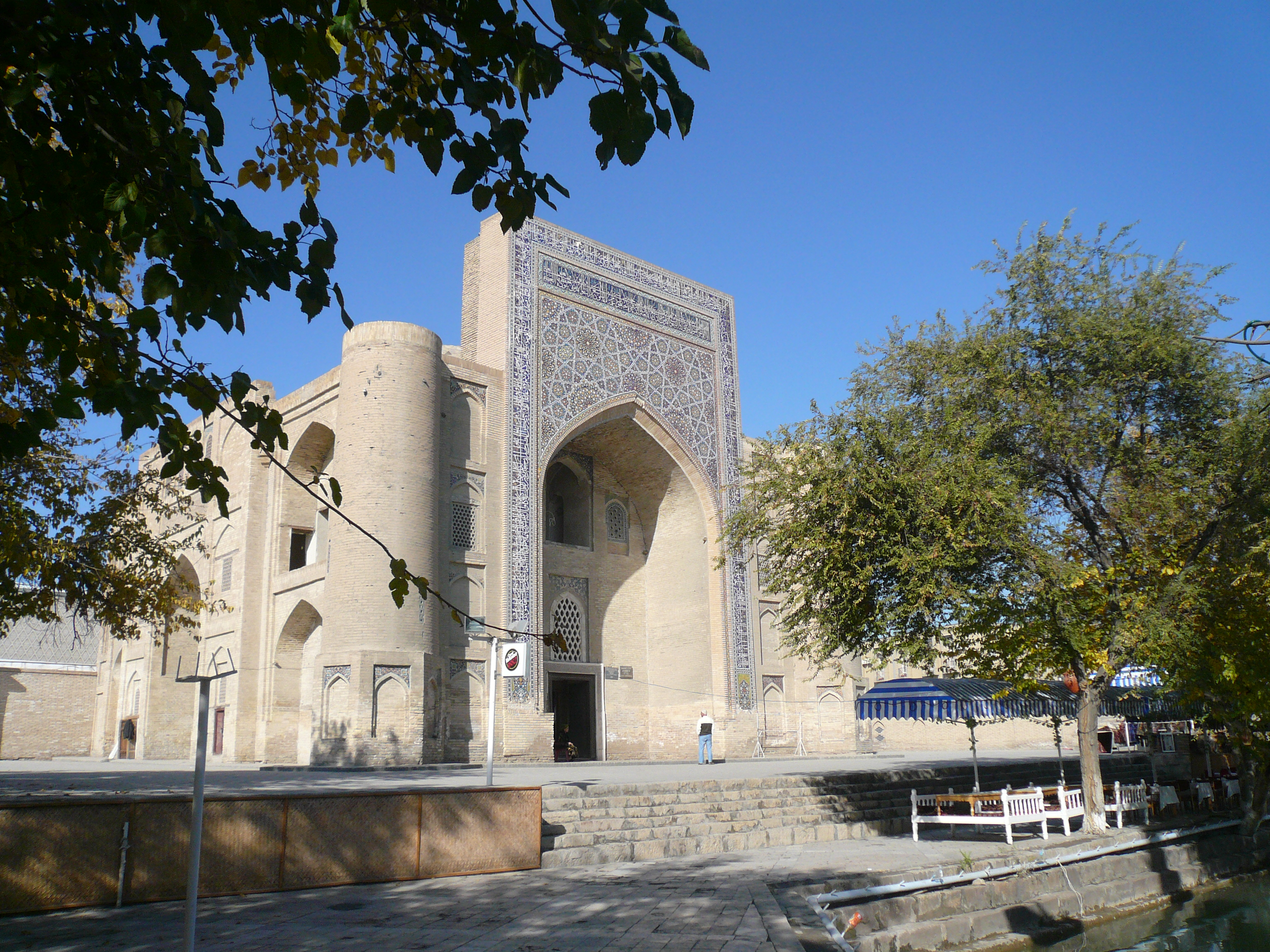
Nodir-Devonbegi-Khanaqa (1)
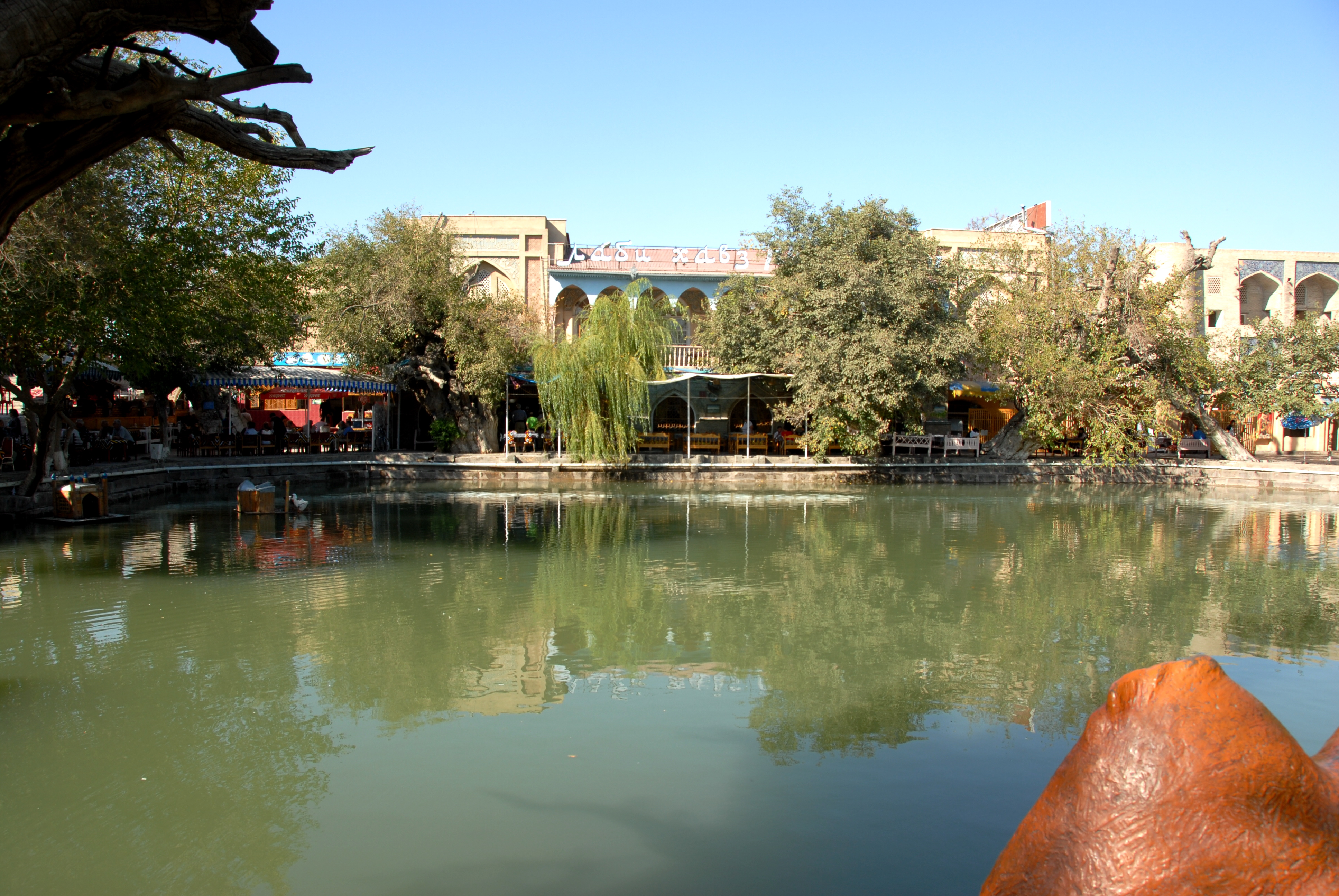
Bassin (2)
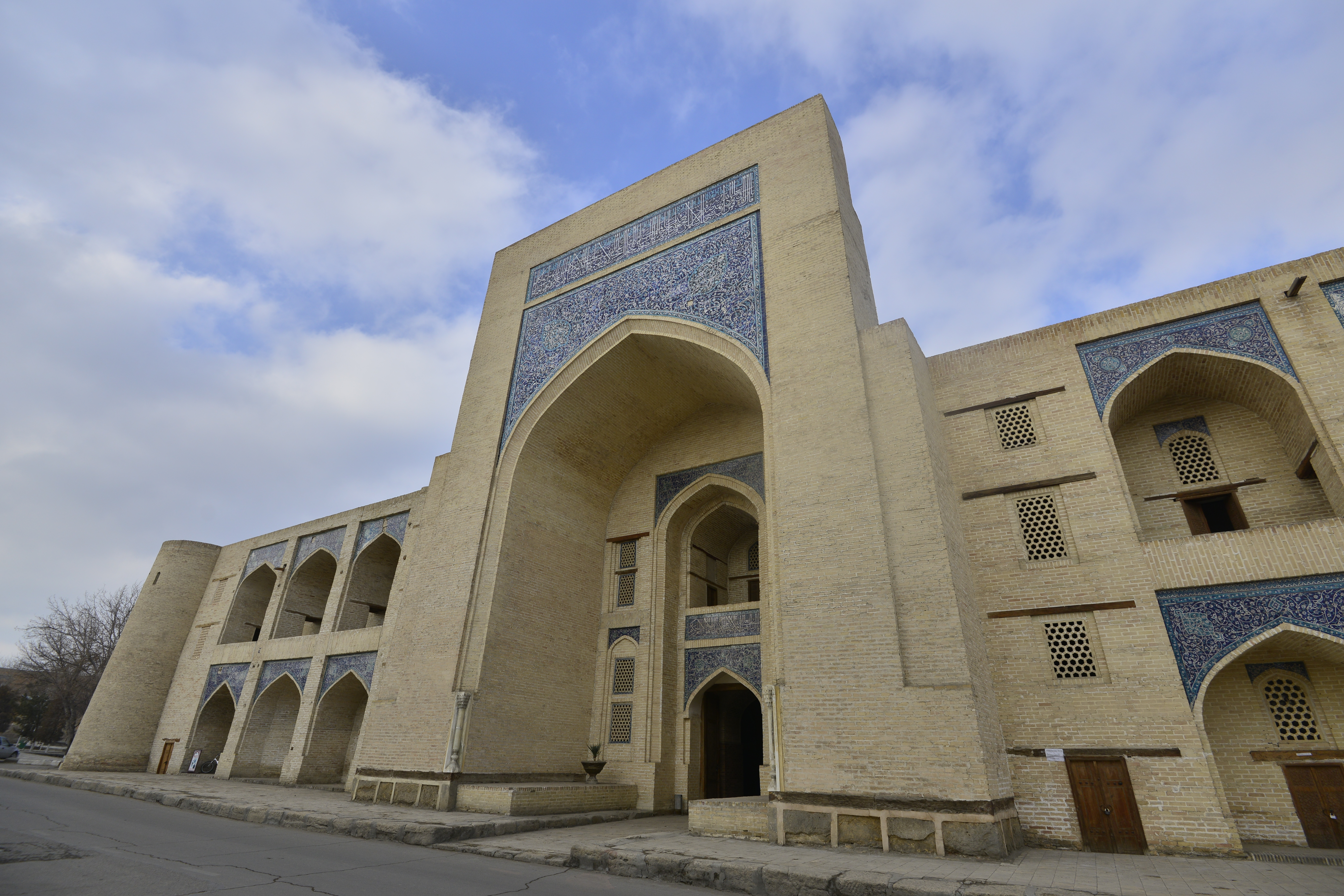
Kokaldosh-Madrasa (3)
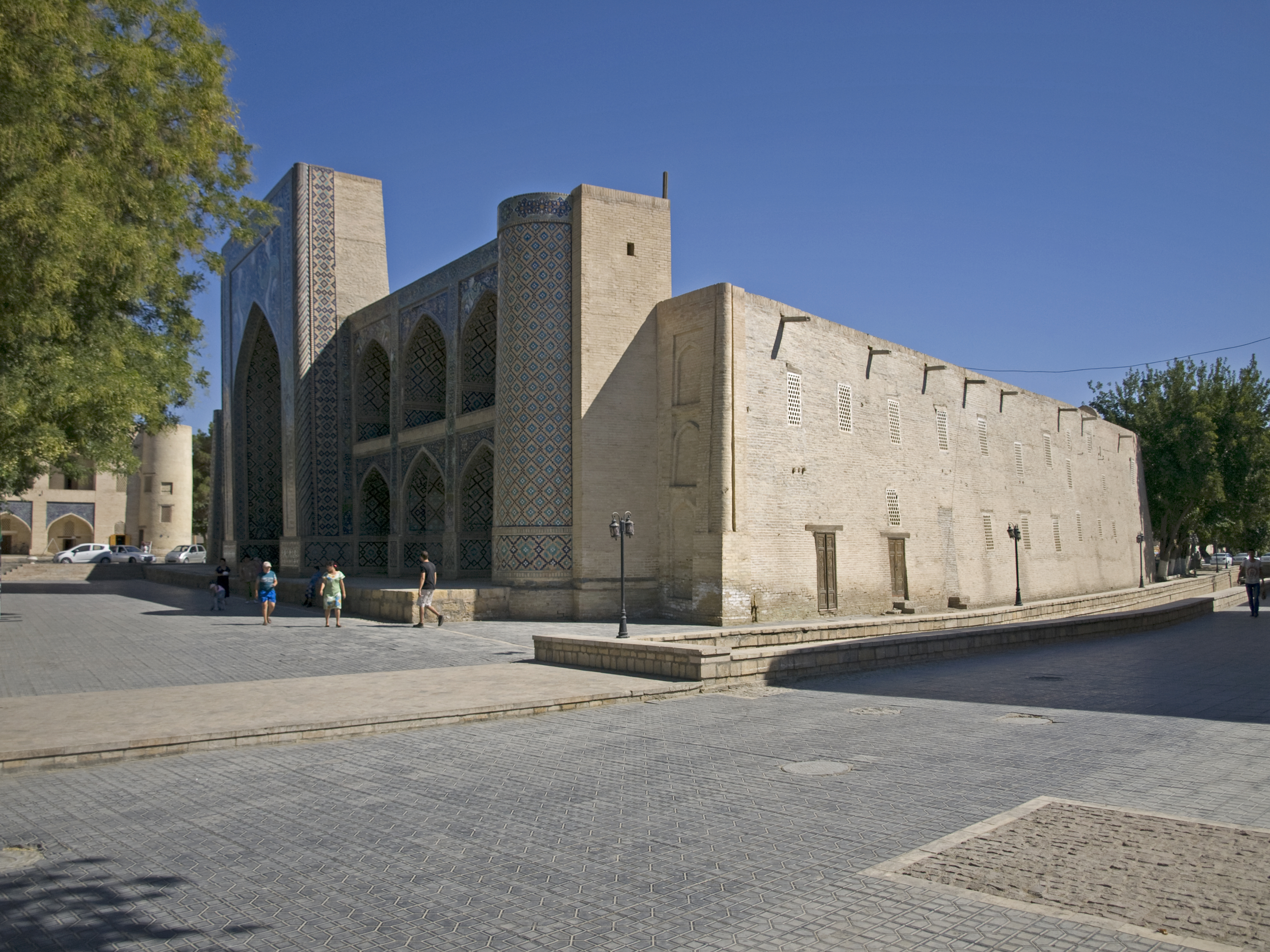
Nodir-Devonbegi-Madrasa (4)
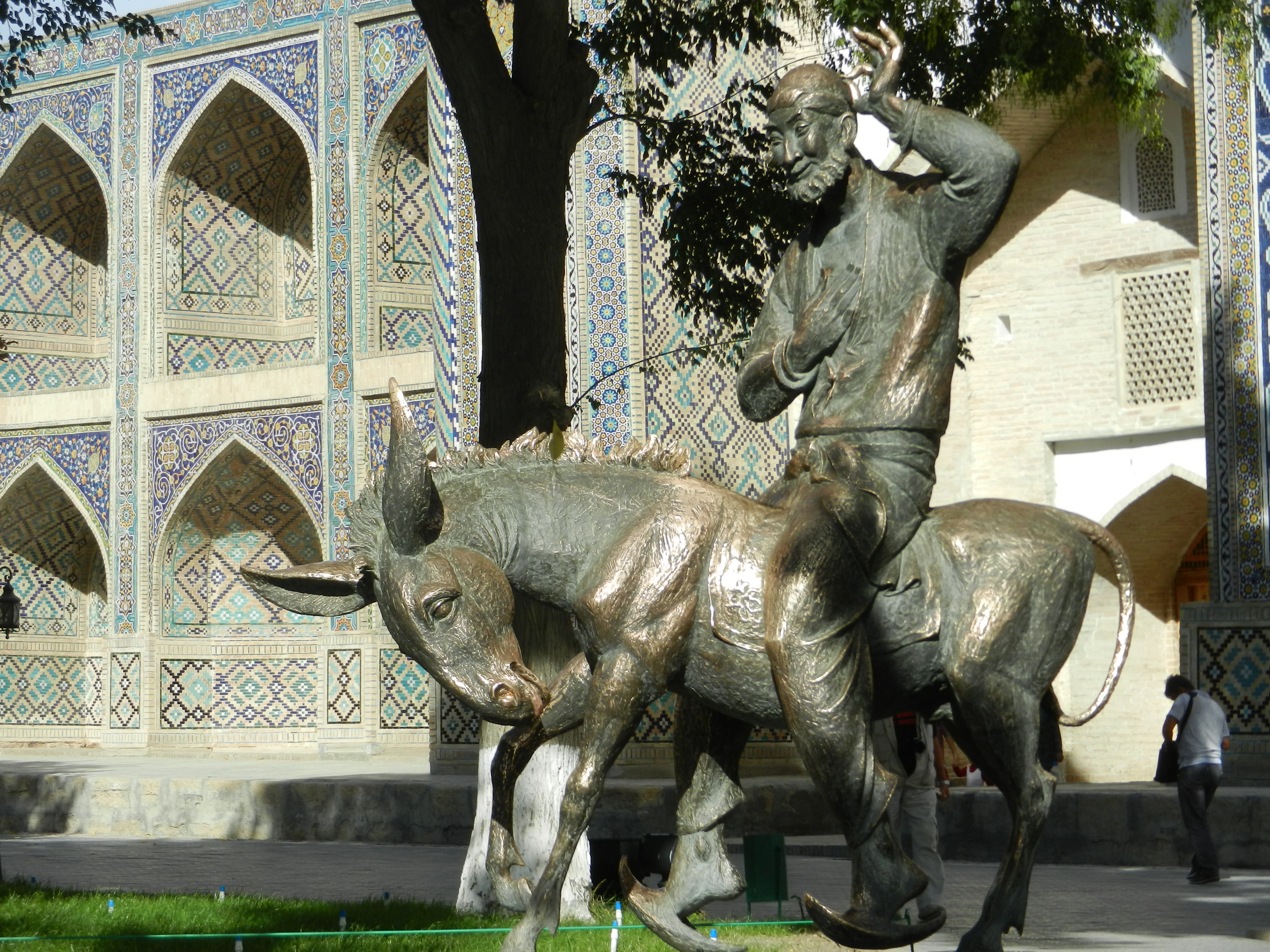
Nasreddin-Statue im Park (5)